# Roales del Pan
Roales del Pan es un municipio y localidad de España, en la comunidad autónoma de Castilla y León, dentro de la provincia de Zamora, situado en la comarca de Tierra del Pan. Tiene una superficie de 10,89 km², con una población de 1010 habitantes (INE 2023) y una densidad de población de 92,75 hab/km².

## Geografía
Integrado en la comarca de Tierra del Pan, se sitúa a 6 kilómetros de Zamora. El relieve del municipio es predominantemente llano, salvo una pequeña elevación al oeste. La altitud oscila entre los 740 metros al oeste, y los 690 metros al sureste. El pueblo se alza a 695 metros sobre el nivel del mar. 
| Noroeste: La Hiniesta | Norte: Cubillos | Nordeste: Cubillos |
| Oeste: La Hiniesta    |                 | Este: Valcabado    |
| Suroeste: Zamora      | Sur: Zamora     | Sureste: Valcabado |

## Historia
Las noticias históricas relativas a Roales nos acercan a la repoblación efectuada por los monarcas del Reino de León en la línea del Duero durante los siglos X-XII. Siempre permaneció este como lugar de realengo dentro de la jurisdicción de la Tierra del Pan. Instituciones eclesiásticas tan distantes como N.ª S.ª de la Victoria de Salamanca, Mercedarios de Toro y varios conventos de Zamora, además del Cabildo de la Catedral, acapararon importantes propiedades rústicas que cultivaban los labradores de Valcabado en arrendamiento. Dentro del actual término radicaba el despoblado de Villanueva, en cuyo lugar poseía el Cabildo de la Catedral una heredad forera.
Ya en la Edad Contemporánea, al crearse las actuales provincias en la división provincial de 1833, Roales del Pan quedó encuadrado en la provincia de Zamora, dentro de la Región Leonesa.
Finalmente, cabe señalar que entre mediados del siglo XIX y hasta la década de los años 20 del siglo XX Roales formó parte del municipio de La Hiniesta.

## Geografía humana

### Demografía
Cuenta con una población de 1022 habitantes (INE 2024).

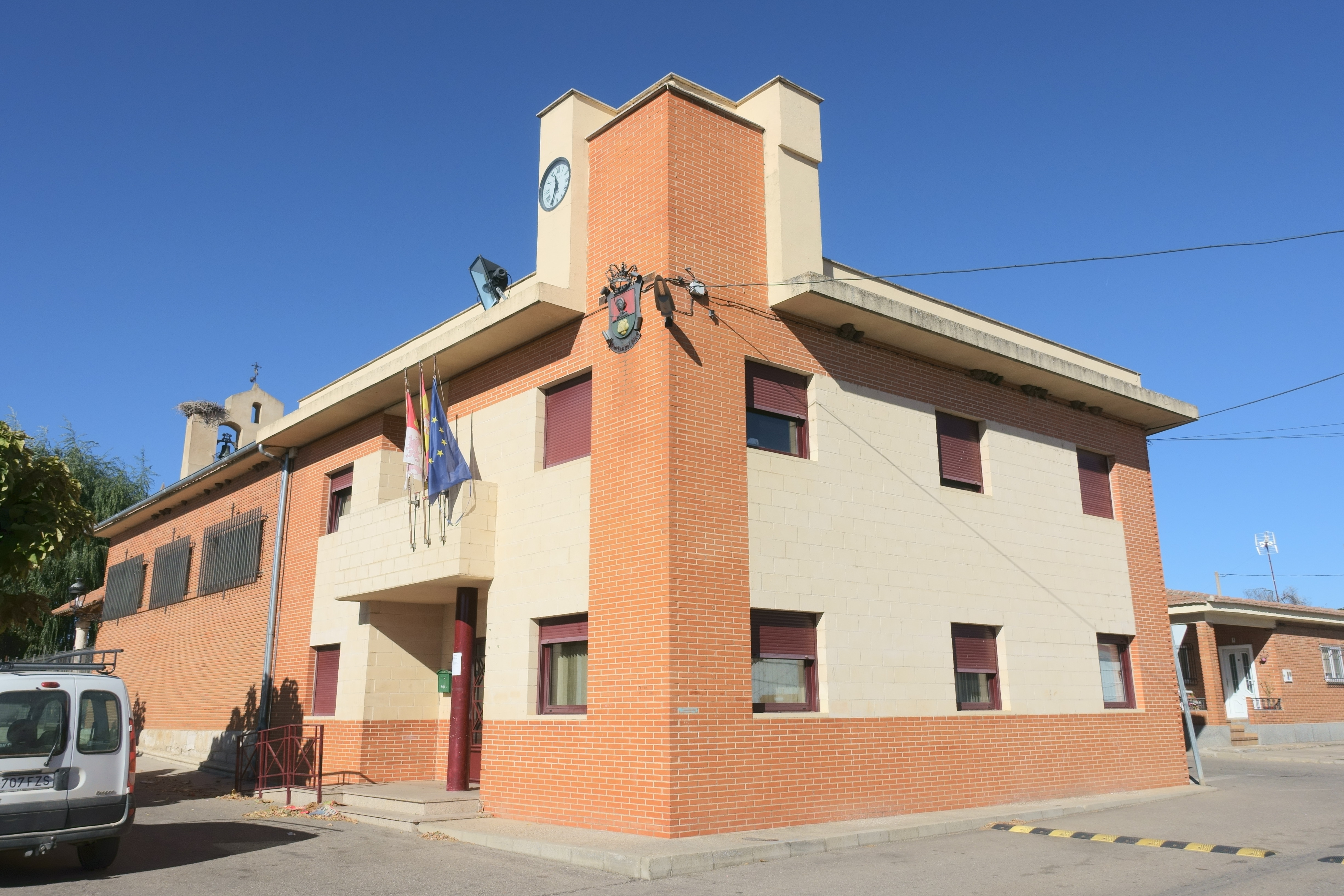
Casa consistorial.

| Gráfica de evolución demográfica de Roales entre 1842 y 2021 |
| |
| Población de derecho según los censos de población del INE Población de hecho según los censos de población del INEEntre el censo de 1930 y el anterior, aparece este municipio porque se segrega del municipio 49095 (La Hiniesta) Entre el censo de 1857 y el anterior, este municipio desaparece porque se integra en el municipio 49095 (La Hiniesta) |

### Transportes
El término municipal se encuentra en el cruce de las principales vías de comunicación de la provincia, siendo atravesado el pueblo de norte a sur por la carretera nacional N-630 que une Gijón con Sevilla así como a la autovía Ruta de la Plata, de igual recorrido que la anterior y que constituye el principal eje de transportes del oeste del país. A menos de un kilómetro en dirección sur la N-630 enlaza con la autovía del Duero que una vez finalizada constituirá un importante eje transversal este-oeste en la península ibérica. Existe además una carretera local que enlaza con el vecino término de La Hiniesta. 
En cuanto al transporte público se refiere, tras el cierre del Ferrocarril Ruta de la Plata, que pasaba por el término y tenía parada en el mismo, no existen servicios de tren en el municipio, siendo las estaciones más cercanas las de Zamora capital. Existe un servicio de autobús regular que une con Zamora y es posible también la contratación del servicio a demanda. Por otro lado el aeropuerto de Salamanca es el más cercano, estando a unos 100 km de distancia.

## Patrimonio
Roales del Pan tiene en su iglesia parroquial de Nuestra Señora de la Asunción su edificio más carismático. Reconstruida entre los años 1971 y 1972, únicamente conserva la portada del mediodía de la original construcción del siglo XVI. En su interior, el templo guarda un Cristo del siglo XVI y un San Sebastián del XVII, y dentro de la sacristía se puede admirar un crucifijo de principios del siglo XVII. Además, cuenta con una figura de San Antonio Abad de XVI y una cruz parroquial en plata, de la primera mitad del siglo XVII. Su Altar Mayor fue restaurado durante el verano de 2008.

## Fiestas
El 20 de enero se celebra fiesta en honor de San Sebastián. Asimismo, se festeja a San Isidro Labrador el 15 de mayo, con rosario seguido de procesión y bendición de campos, el 15 de agosto Nuestra Señora de la Asunción, titular de la parroquia, y en la primera quincena de agosto tiene lugar el Verano Cultural, durante el que se organizan todo tipo de actos para todas las edades.